# Jamshed Burjorji Vesugar
Jamshed Burjorji Vesugar (* 26. Mai 1894 in Bombay; † März 1971 in Washington, D.C.) war ein indischer Diplomat.

## Leben
Jamshed Burjorji Vesugar heiratete Estelle Reid Needham (* 1916; † 1998). Er ist Bachelor des Bauingenieurwesens der Universität London und trat am 22. Oktober 1917 in den Indian Civil Service.
Im Januar 1920 wurde er stellvertretender Geschäftsführer des kolonialen Straßenbauwesens.
Am 5. Mai 1921 absolvierte er eine Lower Standard Examination in Urdu.
Im Oktober 1926 wurde er  Geschäftsführer des kolonialen Straßenbauwesens.
Im April 1937 wurde er Staatssekretär des Public Works Department, Bridges and Roads Branch (Abteilung Straßen- und Brückenbau) und besuchte Hans Hasso von Veltheim auf Schloss Ostrau. Am 18. Oktober 1937 unterzeichneten Fritz Todt und Abdul Majid Zabuli ein deutsch-afghanisches Abkommen über Bauwesen und Landverkehr. 
Im Mai 1942 wurde er Berater für Straßen- und Wegebau der Regierung von Victor Hope, 2nd Marquess of Linlithgow. Im August 1943 wurde er stellvertretender Leiter des Public Works Department.
Im April 1944 wurde er Industrieberater im Department of Industries and Civil Supplies der Regierung von Victor Hope, 2nd Marquess of Linlithgow.
Von 1946 bis 1947 leitete er die India Supply Mission der Regierung von Victor Hope, 2nd Marquess of Linlithgow in Washington, D.C.
Am 22. April 1949 wurde er als Ministre plénipotentiaire bei der Regierung von Juan Perón akkreditiert. Die indische Auslandsvertretung in Buenos Aires wurde am 10. Juli 1950 zur Botschaft aufgewertet. Bis 1952 war er auch bei der Regierung von Gabriel González Videla in Santiago de Chile und Manuel Apolinario Odría Amoretti in La Paz akkreditiert.
| Vorgänger | Amt                                                           | Nachfolger     |
| --------- | ------------------------------------------------------------- | -------------- |
| Aftab Rai | indischer Botschafter in Buenos Aires 22. April 1949 bis 1952 | Ali Yavar Jung |